# 1848 au Luxembourg
Chronologie du Luxembourg
- 1844
- 1845
- 1846
- 1847
- 1848
- 1849
- 1850
- 1851
- 1852

Événements de l'année 1848 au Luxembourg.

## Évènements

### Février
- 22 – 24 février : Révolution de février à Paris.

### Mars
- 13 – 15 mars : insurrection à Vienne.
- 14 mars : des troubles éclatent à Ettelbruck.
- 15 mars : abolition de la censure au Grand-Duché.
- 16 mars : rassemblement de manifestants devant la maison du bourgmestre de la Ville de Luxembourg.
- 18 mars : émeutes à Berlin.

### Avril
- 25 avril : réunion de l’Assemblée constituante à Ettelbruck.

### Mai
- 18 mai : l’Assemblée nationale allemande se réunit dans la Paulskirche à Francfort.

### Juin
- 23 juin : adoption d’un texte constitutionnel calqué sur la Constitution libérale de la Belgique.

### Juillet
- 10 juillet : Guillaume II prête serment sur la Constitution.

### Août
- 1er août : la nouvelle Constitution entre en vigueur.

### Octobre
- 23 octobre : loi sur l’organisation des communes et des districts[1].

### Novembre
- 12 novembre : loi concernant la naturalisation[2].

### Décembre
- 20 décembre : loi imposant le franc comme unité de compte à l’administration publique[3].